# Personaggi di Batman (serie animata 1992)
Di seguito la lista di tutti i personaggi comparsi nella serie Batman (1992-1995):

## Personaggi principali
- Bruce Wayne / Batman (stagioni 1-2), voce originale di Kevin Conroy, italiana di Marco Balzarotti.
All'età di otto anni, Bruce Wayne, figlio di miliardari filantropi, fu testimone dell'omicidio dei suoi genitori, Thomas e Martha, durante una rapina per strada. L'evento lo lasciò traumatizzato e mentalmente segnato per il resto della sua vita. Bruce fu poi affidato alle cure del maggiordomo della sua famiglia, Alfred Pennyworth. Nel corso degli anni, Bruce trasformò il dolore e il trauma subito in un combustibile ardente per un'ossessione, mentre si sottoponeva a un rigoroso allenamento di condizionamento mentale e fisico, apprendendo molte arti e scienze per diventare il più grande risolutore di crimini al mondo. Dopo aver osservato il crimine dilagante e la corruzione a Gotham City, Wayne ha giurato di dedicare la sua vita a combattere il crimine, nel tentativo di vendicare l'omicidio dei suoi genitori, pur essendo guidato dal suo codice morale autoimposto di non uccidere mai e di astenersi dall'usare armi da fuoco (che detestava, in quanto strumento dell'omicidio dei suoi genitori). Ispirato dai pipistrelli, Wayne pensò che avrebbe potuto usare la loro immagine contro i criminali che aveva di fronte e adottò l'identità segreta di Batman, un temuto, quasi mitico vigilante simile a un pipistrello. Sebbene non abbia superpoteri, le capacità deduttive di Batman combinate con la sua ossessiva determinazione si combinano per renderlo uno dei combattenti del crimine più temuti al mondo. Durante il giorno, Bruce è l'amministratore delegato della Wayne Enterprises e mantiene l'immagine pubblica di un miliardario playboy.
- Dick Grayson / Robin (stagioni 1-2), voce originale di Loren Lester, italiana di Davide Garbolino.
È uno studente dell'Università di Gotham, nonché un vigilante e il fidato compagno semi-regolare di Batman, con cui forma il Dinamico Duo. Figlio di acrobati da circo conosciuti come i "Grayson Volanti", rimane orfano dopo la morte dei genitori da parte del gangster Tony Zucco. Dick verrà adottato dal miliardario Bruce Wayne che in seguito, dopo un lungo addestramento, deciderà di lavorare con Batman in modo limitato ma, anche, dividendo il suo tempo tra la lotta al crimine e il college. Nove anni dopo la morte dei suoi genitori, Tony Zucco ritornò a Gotham City, mettendo Robin alla prova.
- Alfred Pennyworth (stagioni 1-2), voce originale di Clive Revill (1ª voce) e Efrem Zimbalist Jr. (abituale), italiana di Franco Sangermano.
Un tempo maggiordomo di Thomas e Martha Wayne, in seguito al loro omicidio, diventa tutore legale e fedele servitore di Bruce. Prima di iniziare a lavorare con la famiglia Wayne, era un agente del servizio segreto britannico. Alfred si dimostra una fonte inestimabile di aiuto in tutti gli aspetti della vita di Batman, dal mantenere Villa Wayne in modo impeccabile, ad aiutarlo a sostenere la sua facciata pubblica come Bruce Wayne, e occasionalmente svolgere attività di spionaggio e investigazione per suo conto. E' anche un medico competente e un assistente di laboratorio. E' stato anche un attore di palcoscenico, suggerendo che abbia insegnato a Bruce le arti del travestimento e dell'imitazione. Come un maggiordomo inglese tradizionale, Alfred risponde sempre con risolutezza, compostezza e buon umore. Sebbene lui e Bruce litigano occasionalmente, Alfred è un amico leale, conosciuto come fonte di consigli e supporto morale.
- James "Jim" Gordon (stagioni 1-2), voce originale di Bob Hastings, italiana di Enrico Bertorelli (st. 1), Guido Rutta (abituale st. 2) e Roberto Colombo (L'inflessibile Bolton).
È un commissario di polizia onesto e dai metodi poco violenti ma risoluti, capo del Dipartimento di polizia di Gotham City. Ha una figlia di nome Barbara, che successivamente diventa l'eroina mascherata Batgirl. A differenza della maggior parte dei poliziotti di Gotham, che pensano che Batman sia niente di più che un vigilante mascherato, Gordon è l'unico ad avere una fiducia indissolubile nei suoi confronti. Era un tenente quando Batman comparve per la prima volta (in Batman - La maschera del Fantasma) e fu il primo sulla scena della tragica morte dei genitori di Dick Grayson.[1] Professionalmente, mantiene grande rispetto e lealtà dai suoi ufficiali, tra cui il detective Harvey Bullock e Renee Montoya, anche se spesso deve fare i conti con la diffidenza di Bullock nei confronti di Batman. In molti casi, Gordon e Batman condividono informazioni e hanno una forte amicizia e un rispetto reciproco, nonostante Batman abbia l'incurabile abitudine di sparire durante le conversazioni di Gordon, cosa che lo irrita molto.

## Personaggi secondari
- Selina Kyle / Catwoman (stagioni 1-2), voce originale di Adrienne Barbeau, italiana di Marina Thovez.
È una famosa vigilante e ladra moralmente ambigua che è il principale interesse amoroso del Cavaliere Oscuro. Nata in una famiglia ricca, Selina Kyle è una socialite di Gotham ed è una donna sofisticata, indipendente, vendicativa, affascinante e molto bella. Attratta dal brivido della caccia, predilige rubare oggetti rari e belli che sono spesso a tema felino. Sebbene sia una ladra nel profondo, è anche una forte attivista per i diritti degli animali e dell'ambiente, a volte usando la sua identità segreta di Catwoman per investigare e contrastare le aziende che violano i diritti degli animali. Ha un rapporto speciale con i felini, e tra questi ha una gatta fidata di nome Isis, che l'accompagna quando si aggira furtivamente di notte. Con i suoi riflessi rapidi, la sua frusta e i suoi artigli, è un'eccezionale artista marziale e una spettacolare atleta e acrobata. Ha un rapporto complesso con Batman (a volte sono nemici, altre sono alleati, con sfumature romantiche) e spesso esce con Bruce Wayne. Anche se operano su fronti opposti della legge, c'è un'attrazione innegabile tra loro. I capelli biondi di Selina Kyle nella serie animata sono un omaggio all'interpretazione del personaggio nel film Batman - Il ritorno.
- Barbara Gordon / Batgirl (stagioni 1-2), voce originale di Melissa Gilbert, italiana di Debora Magnaghi.
È la figlia del commissario di polizia di Gotham City James Gordon. Dopo essere arrivata in città dall'università, decide di assumere l'identità segreta di Batgirl, una supereroina mascherata che diventa partner di Batman e Robin. Come il padre, è un'abile combattente del crimine dedita a catturare i criminali di Gotham, ma non necessariamente come agente di polizia. Ha eccellenti capacità investigative e informatiche eguagliate solo dai suoi riflessi e dalle sue abilità ginniche.
- Harvey Bullock (stagioni 1-2), voce originale di Robert Costanzo, italiana di Orlando Mezzabotta.
È un detective del Dipartimento di Polizia di Gotham, spesso secondo in comando del Commissario Gordon. E' un accanito oppositore di Batman e ha un aspetto da duro e burbero. Mostra una propensione per le ciambelle e il caffè piuttosto che bere o fumare. Inizialmente diffida di Batman, prima di sviluppare un rispetto riluttante nei suoi confronti e spesso usa mezzi discutibili per assicurarsi che venga fatta giustizia. Nonostante il suo aspetto corpulento, ha dimostrato di essere un combattente capace. A volte è un poliziotto rozzo e incompetente, in altri episodi è più serio e nella puntata I pesci che ridono Bullock è il primo a capire che l'antagonista Joker era nascosto in un acquario pubblico, precedendo Batman solo in questo caso. Molti episodi fondono entrambi questi aspetti, dando così più dimensione al personaggio.
- Renee Montoya (stagioni 1-2), voce originale di Ingrid Oliu (1ª voce) e Liane Schirmer (2ª voce), italiana di Dania Cericola.
È una poliziotta che collabora spesso con il detective Harvey Bullock. Così come il commissario Gordon, anche lei è fortemente favorevole all'aiuto che offre Batman, con il quale Montoya ha lavorato saltuariamente.
- Lucius Fox (stagioni 1-2), voce originale di Brock Peters, italiana di Roberto Colombo (st. 1) e Luca Semeraro (st. 2).
È un rispettato uomo d'affari e di talento che cura e gestisce giorno per giorno le attività della Wayne Enterprises per Bruce Wayne.
- Zatanna (stagione 1), voce originale di Julie Brown, italiana di Marcella Silvestri.
Figlia del celebre mago Zatara, Zatanna è un'eccellente maga, nonché la prima fiamma di Bruce Wayne, di cui scopre il segreto durante la sua tappa a Gotham City, dove si allea con il Cavaliere Nero per poter ripulire il suo nome.
- Jonah Hex (stagione 2), voce originale di Bill McKinney, italiana di Mario Scarabelli.
Era un fuorilegge, ed in seguito un cacciatore di taglie alla fine del 1800. Si poteva riconoscere facilmente per via del lato destro del suo volto sfregiato, che nasconde la sua natura onorevole.

## Antagonisti
- Jack Napier / Joker (stagioni 1-2), voce originale di Mark Hamill, italiana di Riccardo Peroni.
È l'antagonista principale della serie e il più grande nemico di Batman. In passato, era un gangster al servizio del boss mafioso siciliano Salvatore Valestra (apparso nel film d'animazione Batman - La maschera del Fantasma) e afferma di essere caduto in una vasca di prodotti chimici durante il suo primo incontro con Batman, diventando il famigerato Joker. Nonostante abbia l'aspetto e il portamento di un clown, il Joker è un individuo sadico, spietato, violento,  crudele, vanitoso, imprevedibile, scaltro, minaccioso, estremamente pericoloso e di pura malvagità. Indipendentemente dallo stato della sua mente seriamente contorta, è un geniale pianificatore e i suoi piani sono spesso collegati all'umorismo, sebbene allo stesso tempo sono estremamente pericolosi, il che lo porta a essere temuto ovunque lo portassero i suoi piani. Sa mentire senza sforzo ed è straordinariamente abile nell'inventare storie strazianti sulle sue origini. L'unica cosa uguale alla follia del Joker è il suo enorme ego, poiché si percepisce come il più grande comico del mondo (fu espulso dal titolo di "Re della Risata di Gotham"). Usa ogni trucco orrendo pur di avere in pugno Gotham City e distruggere Batman sia emotivamente che fisicamente. Il "clown principe del crimine" non ha pietà per nessuno che costringeva a prendere parte ai suoi folli piani, nemmeno per Harley Quinn, la sua complice, che spesso maltratta o manipola per divertimento. E' anche sfuggito alla morte diverse volte dopo le sue sconfitte con Batman. Il suo vero nome pare essere Jack Napier (come nel primo film di Tim Burton nel 1989): così è detto negli episodi Sogni nel buio e La vendetta del Joker. Tuttavia, nell'episodio La storia si ripete di Batman - Cavaliere della notte, Jack Ryder conferma che quello era uno dei suoi tanti alias.
- Harvey Dent / Due Facce (stagioni 1-2), voce originale di Richard Moll, italiana di Salvatore Landolina.
È l'antagonista secondario della serie, inizialmente il procuratore distrettuale di Gotham e il migliore amico di Bruce Wayne. Ha condotto una vita prestigiosa e un felice fidanzamento con la collega avvocato Grace Lamont. Affetto da disturbo dissociativo dell'identità come risultato della rabbia repressa dopo un incidente di bullismo infantile, il boss del crimine Rupert Thorne rubò i registri della sua terapia per ricattarlo, ma Dent cedette alla sua personalità cattiva sotto le provocazioni di Thorne, attaccando selvaggiamente la sua banda. Batman arrivò in tempo per aiutare Dent, ma poi un'esplosione sfigurò la metà sinistra del viso di Dent. Questo incidente traumatico portò in superficie la psicosi di Dent, che abbandonò ogni speranza di una vita normale e iniziò a vendicarsi contro Thorne nei panni del capo criminale Due Facce, che usa una moneta a doppia testa con uno dei lati graffiato per decidere. E' l'unico degli antagonisti ad apparire in più di un episodio in due parti.[2][3][4][5]
- Oswald Cobblepot / Pinguino (stagioni 1-2), voce originale di Paul Williams, italiana di Vittorio Bestoso (st. 1) e Tony Fuochi (st. 2).
È un boss del crimine noto per le sue cattive abitudini tanto quanto per il suo amore per le belle arti e per gli uccelli. Il Pinguino è un uomo istruito e ingegnoso che vuole essere sofisticato e rispettato dall'élite di Gotham. Esteticamente parlando è in sovrappeso, basso e presenta un lungo naso appuntito e delle mani pinnate e porta un cilindro, un monocolo, un frac e una vasta selezione di ombrelli armati che rappresentano il suo marchio di fabbrica più riconoscibile. È l'unico personaggio della serie che fuma regolarmente, al di fuori dei gangster in Batman - La maschera del Fantasma. Diversamente dalla maggior parte degli altri avversari di Batman che si trovano nel manicomio criminale Arkham Asylum, il Pinguino è in realtà sano di mente e infatti, ogni volta che viene catturato, viene imprigionato al penitenziario di Stonegate.
- Harleen Quinzel / Harley Quinn (stagioni 1-2), voce originale di Arleen Sorkin, italiana di Marcella Silvestri (abituale st. 1), Dania Cericola (I pesci che ridono), Cristina Giolitti (L'uomo che uccise Batman), Alessandra Karpoff (abituale st. 2), Marina Massironi (canto in Arlecchinata) e Jasmine Laurenti (L'inflessibile Bolton).
È una criminale assistente e complice del Joker, di cui è perdutamente innamorata. Come si può notare nel fumetto Amore folle, inizialmente Harleen era una dottoressa e psichiatra ad Arkham, a cui era stato assegnato il Joker come paziente. Una volta innamoratasi di lui, l'ha aiutato ad uscire di galera e si è ribattezzata in "Harley Quinn", iniziando così la sua carriera criminale. Nonostante lei faccia di tutto per cercare l'approvazione del suo capo, questi spesso la maltratta o la umilia. In un episodio diventa una buona amica di Edera Velenosa ed insieme diventano le "Regine del crimine di Gotham".
- Pamela Isley / Edera Velenosa[N 1] (stagioni 1-2), voce originale di Diane Pershing, italiana di Patrizia Scianca.
È la più letale nemica di Batman e amica di Harley Quinn, una botanica che conduce una vita segreta nei panni dell'ecoterrorista "Edera Velenosa" (Poison Ivy in originale). È stata fidanzata per un breve periodo con Harvey Dent. A differenza della maggior parte dei nemici di Batman, Edera non ha particolare interesse per il denaro o il potere; è invece ossessionata dal preservare la vita delle piante e dalla vendetta contro coloro che ritiene hanno fatto loro del male. I suoi metodi spietati la portano spesso ad essere rinchiusa nel manicomio di Arkham. Definita un genio e una fanatica, è esperta in genetica vegetale, tossicologia e chimica, avendo conseguito un dottorato di ricerca all'Università di Gotham ed era impiegata presso un'azienda di cosmetici. Ha un'immunità genetica unica da tutte le forme di veleno e tossina, incluso il gas del Joker[6], che la rende anche sterile. E' anche un'abile ginnasta e porta una piccola balestra a ripetizione sul polso destro, che usa come ultima risorsa nel combattimento.
- Jonathan Crane / Spauracchio[N 2] (stagioni 1-2), voce originale di Henry Polic II, italiana di Ivo De Palma (Niente da temere e Sogni nel buio), Claudio Moneta (Paura di vincere), Aldo Stella (Libertà provvisoria) e Mario Scarabelli (L'inflessibile Bolton).
È un uomo contorto che ha come obiettivo quello di diffondere e instillare la paura a Gotham City. Un tempo lavorava come professore di psicologia nell'Università di Gotham, fin quando non è stato cacciato a causa dei suoi pericolosi esperimenti dovuti alla sua ossessione di incutere paura nei pazienti. Dopo aver assunto l'identità di Spauracchio (o Spaventapasseri in originale) tenta di vendicarsi con coloro che l'hanno licenziato, ma Batman interviene sventando il suo piano. Attraverso il suo genio psichiatrico e la sua esperienza in chimica utilizza come arma la sua "tossina fobica", un composto di sua invenzione che induce allucinazioni da paura (più frequentemente in forma di gas). Questo lo rende uno dei criminali più temuti di Gotham e viene regolarmente rinchiuso ad Arkham.
- Ra's al Ghul (stagioni 1-2), voce originale di David Warner, italiana di Enrico Bertorelli (Vertigine), Mario Scarabelli (La ricerca del demone - Prima parte e La ricerca del demone - Seconda parte) e Mario Zucca (st. 2).
È un ecoterrorista, capo della Lega degli assassini e padre di Talia, che ha vissuto per circa sei secoli attraverso bagni periodici nei Pozzi di Lazzaro. Nel corso della sua lunga vita, Ra's è diventato un uomo facoltoso e un grande combattente e pianificatore, facendo di lui uno dei nemici più pericolosi di Batman, del quale conosce la vera identità. Ha intenzione di usare le sue risorse per portare un ipotetico equilibrio ecologico nel mondo e liberare il pianeta dalla malvagità umana attraverso lo sterminio e il genocidio.
- Talia al Ghul (stagioni 1-2), voce originale di Helen Slater, italiana di Marcella Silvestri (st. 1) e Dania Cericola (st. 2).
È la bellissima figlia del leggendario guerriero Ra's al Ghul e un fedele membro della Lega degli Assassini, misteriosa setta guidata proprio dal padre. L'identità di sua madre e i dettagli dei suoi primi anni di vita non sono mai divulgati. Alla sua prima apparizione agiva come agente di suo padre. È una delle poche persone a conoscenza dell'identità segreta di Bruce Wayne. Sebbene Talia segua il padre e vuole migliorare il mondo, non è né una cattiva né un'eroina. Le motivazioni di Talia si basano sul suo amore per il padre e Bruce Wayne, a volte supportando l'uno, a volte l'altro.
- Edward Nygma / Enigmista (stagioni 1-2), voce originale di John Glover, italiana di Gianfranco Gamba (st. 1) e Daniele Demma (st. 2).
È un ex progettista di software per computer, noto per aver realizzato il videogioco L'enigma del Minotauro. Dopo aver perso il suo lavoro, ha iniziato il percorso per diventare il supercriminale noto come l'Enigmista cercando vendetta con Daniel Mockridge, suo datore di lavoro che lo aveva licenziato. Nygma è un intellettuale brillante, un genio in grado di sviluppare diverse invenzioni all'avanguardia, con una passione travolgente per gli indovinelli e i rompicapo. Rispetto alla maggior parte degli altri antagonisti, predilige giocare d'astuzia piuttosto che ricorrere personalmente alla violenza.
- Bane (stagione 2), voce originale di Henry Silva, italiana di Mario Zucca.
È un mercenario ingannevole e vanitoso che vorrebbe prendere il posto del suo datore di lavoro, Rupert Thorne, che lo ha pagato per sconfiggere Batman. E' un brillante tattico ed è stato chimicamente potenziato dal Sud America; una volta assunto il "Venom", un potente steroide, aumenta la sua massa muscolare e acquisisce una forza sovrumana, battendo duramente Killer Croc e quasi riuscendoci con Batman. Nel doppiaggio italiano parla con l'accento spagnolo.
- Victor Fries / Mr. Freeze[N 3] (stagioni 1-2), voce originale di Michael Ansara, italiana di Mario Scarabelli (st. 1) e Mario Zucca (st. 2).
È un ex scienziato la cui vita è stata rovinata dopo un tragico incidente in cui è diventato il criminale noto come Mr. Freeze. Impegnato nel salvare la vita alla moglie Nora, affetta da una malattia rara, Victor è uno dei pochi nemici di Batman che non vogliono accumulare denaro o potere, ma prende decisioni estreme come vendicarsi di Ferris Boyle, il magnate responsabile della sua condizione. L'incidente lo ha reso un essere privo di emozioni e in grado di sopravvivere solo col freddo estremo, pertanto indossa una tuta di sua invenzione capace di raffreddare il suo corpo.
- "Killer Croc" Morgan (stagioni 1-2), voce originale di Aron Kincaid, italiana di Mario Scarabelli (st. 1)[7] e Tony Fuochi (st. 2).
È un ex wrestler professionista che si è dato al crimine. A causa di una rara malattia, Croc ha l'aspetto di un coccodrillo e, grazie a questa, ha lavorato in un circo come fenomeno da baraccone. Nei fumetti il suo vero nome non è Morgan, ma Waylon Jones.
- Jervis Tetch / Cappellaio Matto (stagioni 1-2), voce originale di Roddy McDowall, italiana di Aldo Stella.
È un criminale ed ex ingegnere per la Wayne Enterprises, ossessionato dal libro Alice nel paese delle meraviglie. Dopo aver inventato un chip del controllo mentale, costringe la segretaria dello studio in cui lavora, Alice, già fidanzata, ad amarlo. Oppone al suo volere anche altre persone (tra cui il fidanzato di Alice, Billy, e la sua coordinatrice) dando del filo da torcere a Batman.
- Rupert Thorne (stagioni 1-2), voce originale di John Vernon, italiana di Orlando Mezzabotta (abituale st. 1), Mario Scarabelli (Non è mai troppo tardi), Roberto Colombo (Il medico della mala e L'ombra del pipistrello - Prima parte) e Antonio Paiola (st. 2).
È il boss del crimine più potente di Gotham City. Nella serie ha contribuito alla creazione di Due Facce. E' molto abile nel mantenere la sua immagine pubblica abbastanza pulita che generalmente riesce sempre ad evitare di essere arrestato dalle autorità e, quando succede, esce sempre di prigione con grande rapidità. Ha un fratello, il medico Matt Thorne, che è stato amico di Thomas Wayne e Leslie Thompkins ai tempi del college. E' uno dei pochi cattivi normali della serie, con elementi di Carmine Falcone e Sal Maroni, essendo un boss del crimine che solitamente conta su numerosi scagnozzi per raggiungere i suoi obiettivi.
- Arnold Wesker / Ventriloquo / Scarface (stagioni 1-2), voce originale di George Dzundza, italiana di Giovanni Battezzato (st. 1 come Scarface), Pietro Ubaldi (st. 1 come il Ventriloquo), Luca Semeraro (Il processo e Colpo felino) e Sergio Romanò (L'inflessibile Bolton).
 E' un capo criminale che porta con sé un pupazzo di nome Scarface. Wesker è un ex ventriloquo di Gotham City che soffre di disturbo di personalità multipla, dovuto ad un trauma psicologico che lo colpì da giovane. Il suo disturbo si manifestò nel pupazzo, che divenne la sua personalità dominante. Soprannominatosi "Ventriloquo", il mansueto Wesker e il suo pericoloso alter ego Scarface si lanciarono in una serie di crimini, in particolare a furti straordinariamente organizzati e precisi.
- Kirk Langstrom / Man-Bat (stagione 1), voce originale di Marc Singer, italiana di Giovanni Battezzato.
È uno zoologo presso lo zoo di Gotham City, che ha sperimentato su se stesso un siero che lo ha trasformato in una bestia simile ad un pipistrello. Nell'episodio Terrore nei cieli è la moglie di Kirk, Francine Langstrom, ad assumere involontariamente il siero e a tramutarsi in Man-Bat.
- Matt Hagen / Uomo d'Argilla[N 4] (stagione 1), voce originale di Ron Perlman, italiana di Tony Fuochi.
È un ex attore sfigurato in seguito ad un incidente d'auto che, corrotto dall'affarista Roland Daggett, diventa dipendente da un cosmetico miracoloso che gli ridà la possibilità di recitare. In cambio, Daggett pretende che Hagen impersoni altre persone (come ad esempio Bruce Wayne) allo scopo di rubare informazioni importanti. Hagen si ribella, e viene costretto a bere molte boccette di cosmetico: il suo corpo reagisce trasformando Hagen in un essere fluido e malleabile, in grado di mutare forma a piacimento.
- Hugo Strange (stagione 1), voce originale di Ray Buktenica, italiana di Mario Scarabelli.
È uno psichiatra molto noto che, grazie all'utilizzo di un potente macchinario che legge i ricordi, riesce a scoprire l'identità segreta di Bruce Wayne e cerca di rivenderla ad alcuni criminali. Tuttavia, a fine episodio, Robin, vestito da Bruce, arriva assieme a Batman mentre Hugo e i criminali vengono arrestati, mettendo in dubbio le sue scoperte.
- Roland Daggett (stagioni 1-2), voce originale di Edward Asner, italiana di Guido Rutta (st. 1) e Giovanni Battezzato (st. 2).
È un uomo d'affari corrotto e potente, presidente della Daggett Industries, un'impresa farmaceutica. Insieme al capo della criminalità Rupert Thorne, Daggett è uno dei principali antagonisti ricorrenti della serie. Sebbene si proietti come un uomo d'affari onesto e premuroso, in realtà è spietato e doppiogiochista. E' responsabile della creazione di Matt Hagen nell'Uomo d'Argilla, ed è anche nemico di Catwoman, quando il suo gatto Isis è stato infettato da un virus da lui ideato per fare fortuna con la cura. Roland Daggett è parzialmente basato su Max Shreck dal film Batman - Il ritorno.
- Temple Fugate / Re degli Orologi (stagioni 1-2), voce originale di Alan Rachins, italiana di Antonio Paiola (st. 1) e Daniele Demma (st. 2).
È un antagonista minore di Batman, ossessionato dal tempo e dagli orologi. Il suo nome è un riferimento alla frase latina tempus fugit, che significa letteralmente "tempo vola". In entrambi gli episodi è intento a vendicarsi del sindaco Hill, ritenendolo reo del suo licenziamento.
- H.A.R.D.A.C., acronimo di Holographic Analytical Reciprocating Digital Android Computer (stagione 1), voce originale di Jeff Bennett.
È un supercomputer malvagio creato dal Dr. Karl Rossum, capo della Cybertron. Scopo di H.A.R.D.A.C. è quello di rimpiazzare gli androidi, da lui stesso creati e dotati d'intelligenza artificiale, eliminando la fonte principale degli omicidi: gli stessi esseri umani, considerati nel contempo da H.A.R.D.A.C. come esseri imperfetti. Dopo aver impersonato diversi cittadini di Gotham City, fra cui il commissario Gordon ed il detective Bullock, con l'aiuto di Barbara Gordon, Batman riesce mediante ordigno a far esplodere sia H.A.R.D.A.C. che lo stesso edificio della Cybertron. Prima di essere definitivamente distrutto, H.A.R.D.A.C. riuscirà a produrre l'ultimo dei suoi androidi somigliante a Batman/Bruce Wayne, che entrerà in azione nell'episodio Anima ai siliconi.
- Artiglio Rosso (stagioni 1-2), voce originale di Kate Mulgrew, italiana di Caterina Rochira (st. 1) e Marina Thovez (st. 2).
È la leader di un'organizzazione terroristica internazionale, che porta il suo alter ego con lo stesso nome; scopo principale dell'organizzazione è l'estorsione di denaro. Artiglio Rosso è una donna robusta, portatrice di un tatuaggio con un artiglio rosso su una spalla, fin da subito ribelle al suo insegnante di arti marziali, capace di eguagliare Batman nel combattimento corpo a corpo. Nella sua prima apparizione, si scontrerà anche con Catwoman, tanto che quest'ultima e Batman dovranno metter da parte i loro dissidi per affrontarla e sconfiggerla insieme. Nella sua seconda e ultima apparizione, ambientata a Londra, dopo un altro scontro con Batman scomparirà misteriosamente.
- Kyodai Ken (stagione 1), voce originale di Robert Ito.
Chiamato anche il Ninja, è un abile artista marziale, rivale di Bruce Wayne fin da quando erano studenti dello stesso sensei Yoru. Da sempre scorretto nel combattimento, venne infine cacciato dal sensei quando quest'ultimo scoprì che gli stava rubando la sua preziosa katana; da allora si dedicò, per sopravvivere, a furti di vario genere, sfruttando ciò che aveva imparato al dojo. Giunto anni dopo a Gotham City, tentò invano di vendicarsi di Bruce Wayne, scoprendo nel frattempo la sua identità di Batman. Tempo dopo, ritornato in Giappone, tentò di acquisire il segreto di Yoru, l'Oonemuri (il grande sonno), capace di uccidere gli avversari con un semplice tocco. Tuttavia, nello scontro finale con Batman, resosi conto dell'ormai migliorato Uomo Pipistrello, rifiuta di essere salvato da quest'ultimo e preferisce rimanere coinvolto nell'esplosione di un vulcano.
- Thoth Khepera (stagione 2), voce originale di Nichelle Nichols.